# Аванпост прогресу
«Аванпост прогресу» (англ. An Outpost of Progress) — оповідання британського письменника Джозефа Конрада. Вперше оповідання опубліковано 1897 року на сторінках часопису «Космополіс: Літературний огляд». 1898 року твір увійшов до складу збірки короткої прози «Оповісті неспокою».

## Сюжет
Оповідання розпочинається з прибуття двох білих європейців, колишнього телеграфіста Кайєра та колишнього кавалериста Карльє, які працюють на невідому Велику Торговельну Компанію, на віддалену торговельну станцію в африканських джунглях. Попередній агент помер від хворорби, яка перебігала з гарячкою, й станцією до їхнього прибуття керував негр із Сієрра Леоне на прізвисько Макола. Спочатку наглядачі виявляють зацікавлення до роботи, але невдовзі швидко втрачають ентузіазм і цілком довіряють керування станцією Маколі, а самі цілими днями чекають на повернення пароплава, обговорюють прочитані книги та газети, що залишилися від покійника-попередника, та розмірковують про свою цивілізаційну місію. Потреба у провізії вирішується завдяки продуктам, які їм приносять жінки з сусідніх сіл за наказом місцевого ватажка Гобіли, який часто навідується до них у гості, щоб поспостерігати за життям білих прибульців.
Після п'яти місяців після їхнього прибуття, на станцію вриваються работорговці з Луанди. Макола домовляється з ними про обмін негрів-робітників Кампанії на слонову кістку, і вночі луандці їх забирають, схопивши також випадкових тубільців Гобіли. Кайєр та Карльє обурені опосередкованій участі у торгівлі людьми, але все ж погоджуються допомогти Маколі занести отриману кістку на склад. Люди Гобіли більше не заходять на територію станції й осипають прибульців градом стріл, коли ті намагаються зайти на територію їхніх поселень. Європейці вимушені жити на раціоні з рису та кави, їх мучать хвороби та докори сумління. Пароплав затримується, і одного дня між ними виникає суперечка через залишок кави — Кайєр випадково вбиває Карльє пострілом з револьвера. Він проводить ніч, сидячи біля тіла загиблого та втрачає розум. Коли наступного дня директор Кампанії сходить з пароплава, він знаходить Кайєра, який повісився на хресті на могилі першого агента.

## Аналіз
Оповідання також можна розглядати на символічному рівні. Твір фокусує свою увагу на стані колоніалізму в Африці наприкінці дев'ятнадцятого століття та закликає читача переоцінити етичні питання, підняті колоніальною політикою. Відразу стає зрозуміло, що назва «Аванпост прогресу» — іронічна, оскільки обоє білих людей виділяються своїми лінощами та некомпетентністю. Окрім того, теми некомпетентності, руйнування та жорстокості стають чимраз помітнішими з розвитком сюжету. Поступова фізична та моральна деградація обох колоніальних адміністраторів веде до їхньої загибелі й показує загальний стан колоніалізму.

## Переклад українською
Перше українське видання твору відбулося 1926 року у видавництві «Слово».